# Yeshiva
Yeshiva eller jeshiva (hebreiska: ישיבה) är en ortodox judisk skola för studier av Torah, Mishnah och Talmud, oftast ämnad åt manliga studenter.